# John Wolcott Stewart

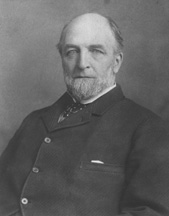
John Wolcott Stewart

John Wolcott Stewart (* 24. November 1825 in Middlebury, Addison County, Vermont; † 29. Oktober 1915 ebenda) war ein US-amerikanischer Politiker und von 1870 bis 1872 Gouverneur des Bundesstaates Vermont. Stewart war außerdem Mitglied beider Kammern des US-Kongresses.

## Frühe Jahre und politischer Aufstieg
John Stewart besuchte bis 1846 die Middlebury Academy. Nach einem anschließenden Jurastudium und seiner 1850 erfolgten Zulassung bei der Anwaltskammer begann er in Middlebury als Rechtsanwalt zu arbeiten. Von 1852 bis 1854 war er Bezirksstaatsanwalt im Addison County.
Stewart wurde Mitglied der Republikanischen Partei. Diese Partei dominierte seit dem Ende der 1850er Jahre die Politik in Vermont. 1856 wurde Stewart erstmals in das Repräsentantenhaus von Vermont gewählt. Bis 1867 war er mehrfach mit Unterbrechungen Mitglied dieses Gremiums; von 1865 bis 1867 war er Präsident dieser Kammer. Dazwischen war er von 1861 bis 1862 Mitglied des Staatssenats. Im Jahr 1860 war Stewart Delegierter zur Republican National Convention, auf der Abraham Lincoln zum Präsidentschaftskandidaten nominiert wurde. Dabei spielte Stewart eine wichtige Rolle beim Wechsel der Delegation aus Vermont auf die Seite Lincolns. Ursprünglich hatte diese William H. Seward unterstützt.

## Gouverneur von Vermont und Kongressabgeordneter
Im Jahr 1870 wurde Stewart gegen den Demokraten Homer Wallace Heaton zum neuen Gouverneur seines Staates gewählt. Er trat sein neues Amt am 6. Oktober 1870 an. Stewart war der erste Gouverneur von Vermont, der nach einer Verfassungsänderung in eine zweijährige Amtszeit gewählt wurde. Zuvor war die Amtszeit der Gouverneure auf ein Jahr beschränkt gewesen, allerdings mit der Option einer anschließenden Wiederwahl. Stewarts Amtszeit als Gouverneur verlief ohne besondere Vorkommnisse. Im Jahr 1872 wurde er von seiner Partei nicht für eine Wiederwahl nominiert. 1876 kehrte er nochmals in das Repräsentantenhaus seines Staates zurück, wo er erneut Präsident der Kammer wurde. Zwischen dem 4. März 1883 und dem 3. März 1891 war er für vier Legislaturperioden Abgeordneter im US-Repräsentantenhaus. Im Jahr 1890 lehnte er eine neuerliche Kandidatur ab.

## Stewart im US-Senat und weiterer Lebenslauf
Nach seiner Rückkehr aus Washington wurde Stewart Direktor und Präsident der Middlebury Bank und war auch an anderen geschäftlichen Unternehmungen beteiligt. Nach dem Tod von Senator Redfield Proctor im März 1908 wurde John Stewart vom damaligen Gouverneur Fletcher D. Proctor, dem Sohn des verstorbenen Senators, als kommissarischer Nachfolger in den US-Senat entsandt. Dort vertrat er zwischen dem 24. März und dem 21. Oktober 1908 die Interessen seines Staates. Danach wurde er von Carroll Smalley Page abgelöst. Nach dem Ende seiner Zeit im Senat zog sich Stewart aus der Politik zurück. Er widmete sich seinen privaten und geschäftlichen Interessen und verstarb im Jahr 1915 kurz vor seinem 90. Geburtstag. Mit seiner Frau Emma Battell hatte John Stewart fünf Kinder.